# Ben Hindle
Ben Hindle (Calgary, 23 maggio 1974) è un bobbista canadese.

## Biografia
Viene ricordato come vincitore di una medaglia di bronzo nella sua disciplina, ottenuta ai campionati mondiali del 1999 (edizione tenutasi a Cortina d'Ampezzo, Italia) insieme ai suoi connazionali Pierre Lueders, Ken Leblanc e Matt Hindle
Nell'edizione l'oro andò alla nazionale francese. Comparve nel film Cool Runnings - Quattro sottozero.